# Экспозиция (фото)
Экспози́ция (в фотографии, кинематографе и телевидении) — количество актиничного излучения, получаемого светочувствительным элементом. Для видимого излучения может быть рассчитана как произведение освещённости на выдержку, в течение которой свет воздействует на светочувствительный элемент: матрицу или фотоэмульсию.
Для видимого излучения экспозиция выражается в лк · с люкс-секунда). Термин также употребляется применительно к самому процессу экспонирования светочувствительного элемента, и в других областях, связанных с облучением светочувствительных слоёв: фотолитографии, радиографии и т. п. При экспонировании изменяются физико-химические или электрические свойства светоприёмника.
Например, в галогенидах серебра происходит восстановление металлического серебра.

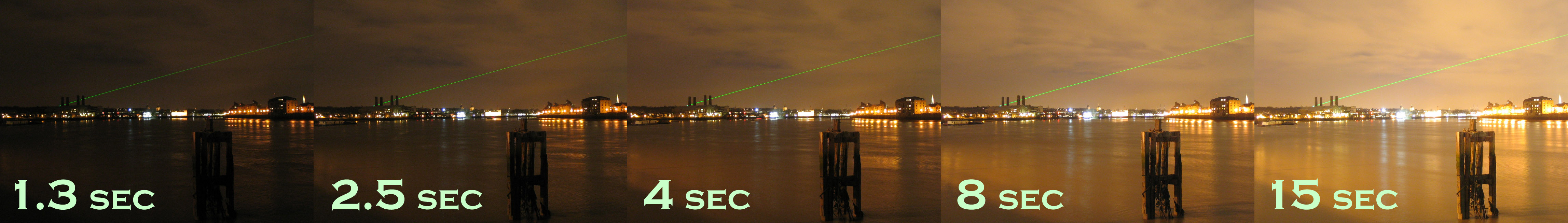
Демонстрация влияния выдержки на фотографию. С увеличением выдержки при неизменной диафрагме увеличивается экспозиция

## Значение экспозиции
Светочувствительные материалы и электронные преобразователи света в электрические сигналы обладают ограниченной фотографической широтой и способны воспроизвести относительно узкий диапазон яркостей объекта съёмки. Поэтому для правильного отображения всех участков снимаемой сцены необходимо точное дозирование количества света, получаемого светоприёмником.
Слишком малая экспозиция (недодержка) производит малое воздействие и приводит к получению тёмного — недоэкспонированного — изображения, в котором отсутствуют детали в тёмных участках (тенях) объекта съёмки, а иногда изображение отсутствует вообще. Слишком большая экспозиция (передержка) приводит к получению изображения с отсутствующими деталями в светлых местах (светах), а иногда и полному отсутствию изображения. Второй случай особенно ярко проявляется в цифровых фотоаппаратах и кинокамерах, когда переэкспонирование приводит к появлению «пробитых» участков изображения с полностью отсутствующей информацией вследствие выраженного эффекта «насыщения матрицы».
Экспозиция должна быть такой величины, чтобы позволить фотоматериалу с определённой светочувствительностью получить количество света, необходимое для воспроизведения максимального диапазона сюжетно важных яркостей в пределах доступной шкалы. Светочувствительность — это сенситометрическая характеристика любого светочувствительного элемента. Чем больше светочувствительность матрицы (фотоплёнки, фотобумаги), тем меньшая требуется экспозиция.

## Закон взаимозаместимости

График соответствия экспозиционных чисел разным сочетаниям экспозиционных параметров, основанный на Законе взаимозаместимости. Каждая синяя линия соответствует одной из экспозиций, отмечаемых на диагональной оси. На горизонтальной оси отмечены выдержки, на вертикальной — относительные отверстия

Математическая формула, описывающая экспозицию, в простейших случаях выглядит как:
{\displaystyle H=E\cdot t} ,
где {\textstyle H} — экспозиция, {\textstyle E} — освещённость, регулируемая диафрагмой, а {\textstyle t} — выдержка в секундах. Шкалы выдержки и диафрагмы фотоаппаратов строятся по логарифмическому принципу, то есть, при изменении значения на одну ступень в любую сторону, каждый параметр меняется ровно в два раза.
Таким образом, увеличение выдержки на одну ступень с одновременным закрытием на такое же значение диафрагмы, не изменит экспозицию. Это называется законом взаимозаместимости, который соблюдается не во всём диапазоне выдержек. Отклонение от закона, называемое эффектом Шварцшильда, описывается более точной формулой экспозиции:
{\displaystyle H=E\cdot t^{\rho }},
где {\displaystyle \rho } — константа Шварцшильда, описывающая отклонение от закона взаимозаместимости. Отклонение от закона, проявляющееся при длительных и сверхкоротких выдержках, требует компенсации от долей до целых ступеней. Однако, в большинстве типичных съёмочных ситуаций закон взаимозаместимости соблюдается, позволяя для одного и того же экспозиционного числа выбирать любую «экспопару» в зависимости от требуемой глубины резкости и скорости движения объекта съёмки.
Современные цифровые камеры позволяют также регулировать светочувствительность, изменяя коэффициент усиления предусилителя и алгоритмы АЦП. Поэтому, при невозможности изменения экспозиционных параметров, можно изменить требуемую экспозицию уменьшением или увеличением светочувствительности.

## Измерение экспозиции
Измерение экспозиции может осуществляться на основе физиологического восприятия — визуально, или при помощи специальных приборов — инструментально. Последний способ осуществляется, главным образом, при помощи экспонометра, который может быть оптическим или фотоэлектрическим. 
Инструментальное измерение экспозиции (синонимы Замер экспозиции, Экспозамер) — это измерение интенсивности актиничного излучения, на основе которого подбираются правильные экспозиционные параметры. Измерение возможно двумя способами: по яркости и по освещённости. 
За редкими исключениями, относящимися к специальным видам фотографии и кинематографа, главным критерием при измерении яркости света, отражённого от объектов съёмки, считается правильность отображения тона человеческой кожи, главным образом, лица. Поэтому, все экспонометрические устройства калибруются таким образом, чтобы отображать корректный результат при измерении света, отражённого от кожи людей европейской расы. В некоторых случаях в качестве тест-объекта может служить серая карта с калиброванной отражательной способностью в 18%.
Измерение экспозиции по освещённости исключает ошибки, связанные с различной отражательной способностью объектов, но требует осуществления замера непосредственно от объекта съёмки в сторону основного источника света. В современной аппаратуре наибольшее распространение получило измерение яркости света, отражённого от снимаемой сцены, поскольку такой способ возможен непосредственно от камеры при помощи встроенного экспонометра. Большинство современных встроенных экспонометров осуществляют заобъективное измерение экспозиции, позволяя измерять не только усреднённое значение яркости по всему кадру, но и его отдельные участки, компенсируя ошибки при определении экспозиции контрастных сцен.
Наиболее совершенный из режимов раздельного измерения — оценочный — позволяет автоматически учитывать любые нюансы снимаемого сюжета, распознавая сцену на основе статистической базы данных, заложенной в микропроцессор экспонометра.
В работе кинооператоров иногда приходится решать обратную задачу: определение уровня освещённости сцены, необходимого для получения правильной экспозиции при конкретных экспозиционных параметрах. Это необходимо для расчёта нужного количества и мощности приборов операторского освещения при составлении заявки в цех осветительной техники. В большинстве случаев для решения задачи используется эмпирическая формула:
{\displaystyle E={\frac {13400n^{2}}{S}}}
где {\displaystyle E} — освещённость в люксах, создаваемая основным рисующим светом; {\displaystyle n} — диафрагменное число объектива и {\displaystyle S} — светочувствительность киноплёнки в единицах ГОСТ. Зависимость справедлива для стандартной частоты киносъёмки 24 кадра в секунду и угла раскрытия обтюратора 160—180°. При этом добавляется коэффициент запаса 1,5—2, учитывающий снижение мощности источников света из-за их старения и естественного загрязнения. Для других значений этих параметров используется более сложная формула, в числителе которой в виде дополнительного множителя присутствует частота {\displaystyle f}, а в знаменателе — угол раскрытия обтюратора {\displaystyle \alpha }.
В некоторых процессах, например при печати на фотобумаге, измерением экспозиции пренебрегают, используя для определения правильного сочетания параметров пробную печать. В цветном негативно-позитивном фотопроцессе при фотопечати применялись специальные устройства (мозаичные светофильтры и мультипликаторы), обеспечивающие получение отпечатка с переменной плотностью и цветопередачей. По результатам пробной печати подбирались правильные экспозиционные параметры.
Для невидимых лучей определение экспозиции производится при помощи специальных таблиц, как это делалось в фотографии и кинематографе до появления фотоэлектрических экспонометров.
В телевизионных и видеокамерах экспозиция измеряется по выходному видеосигналу, поэтому экспонометром эти устройства не оснащаются. Развитие цифровой фотографии и распространение электронного видоискателя также упростили процесс фотосъёмки и сделали возможным определение правильной экспозиции без экспонометра. В большинстве ситуаций, когда съёмка может быть повторена несколько раз при неизменном освещении, экспозиция может определяться на основе просмотра полученных изображений. При этом цифровой фотоаппарат, по сути, сам выполняет роль фотоэкспонометра. Такой способ наиболее приемлем при съёмке в студии, в том числе с фотовспышками. Дополнительным средством повышения точности экспонирования выступает гистограмма, позволяющая количественно оценивать получаемое изображение. Экспозиция телевизионных и видеокамер так же может определяться по студийному монитору или осциллографу с оперативной подстройкой диафрагмы и гамма-коррекции. Однако, при репортажной съёмке, когда повторение события может оказаться невозможным, точное измерение экспозиции необходимо не только для плёночных, но и для электронных устройств.

## Способы регулирования экспозиции
В большинстве устройств для записи изображения экспозиция зависит от действующего относительного отверстия объектива и выдержки. Эти значения называются экспозиционными параметрами. В фотоаппаратах выдержка регулируется затвором, а в киносъёмочном аппарате — обтюратором. При киносъёмке выдержка зависит от частоты смены кадров и угла раскрытия обтюратора (коэффициента обтюрации), поэтому экспозиция регулируется, главным образом, диафрагмой, изменяющей относительное отверстие объектива и, в конечном итоге — освещённость. В телекамерах и видеокамерах, оснащавшихся вакуумными передающими трубками, экспозиция могла регулироваться только диафрагмой, поскольку выдержка всегда точно соответствовала длительности телевизионного поля. Современные видеокамеры с полупроводниковыми матрицами имеют возможность регулировать время считывания кадра, изменяя выдержку. При фотосъёмке экспозиция может регулироваться в более широких пределах за счёт выдержки, значения которой могут измеряться минутами и часами, в отличие от киносъёмочного аппарата и видеокамеры, допускающих при стандартной кадровой частоте выдержку не длиннее 1/50 секунды.
Кроме диафрагмы для регулирования освещённости могут применяться светофильтры, помещаемые перед объективом, или за ним. Некоторые камеры специально оснащаются встроенными нейтрально-серыми фильтрами, в нужный момент вдвигающимися в оптическую систему, иногда между линзами. Такой способ особенно актуален при кино- или видеосъёмке, компенсируя трудности уменьшения выдержки. В случаях, когда экспонирование происходит без применения объектива (например, при контактной печати), освещённость может регулироваться интенсивностью источника излучения. В некоторых процессах, связанных с экспонированием, выдержка регулируется временем работы источника излучения, например, при фотопечати или в фотолитографии. В кинокопировальных аппаратах с непрерывным движением киноплёнки экспозиция задаётся шириной печатного окна, и может регулироваться яркостью печатающей лампы и скоростью перемещения плёнок. В кинокопировальных машинах промежуточной печати экспозиция регулируется при помощи светового паспорта.
При фотосъёмке с применением электронных вспышек экспозиция регулируется диафрагмой объектива и длительностью импульса, поскольку его интенсивность не поддаётся регулировке. Простейшие фотовспышки, в которых отсутствует регулировка длительности импульса, дают возможность управления экспозицией только диафрагмой.
В некоторых современных видах оборудования (например, SIMD-матрицы, камеры светового поля и Foveon X3) так же, как и в многослойных плёнках, представление об экспозиции (а также о выдержке и диафрагме) можно относить не только к фотоматериалу или устройству в целом, но и к отдельным его элементам (слоям) и сочетаниям элементов.

### Управление экспозицией
Управление экспозицией может осуществляться как вручную, так и автоматически. Большинство современных фотоаппаратов и видеокамер снабжаются автоматикой, устанавливающей один или оба экспозиционных параметра на основе результатов измерения яркости встроенным экспонометром.
При этом автоматика не требует никаких действий кроме ввода начальных параметров съёмки: светочувствительности или наиболее важного экспопараметра. В некоторых случаях автоматическое управление экспозицией не обеспечивает необходимой точности и тогда используется ручная установка при помощи органов управления, сопряжённых со встроенным экспонометром.
В случае автоматического подбора экспозиционных параметров при съёмке контрастных сцен, измерение которых обычным способом привносит заведомую ошибку на известную величину (например, очень тёмный объект на очень светлом фоне или наоборот), в результаты измерения экспозиции вводится экспокоррекция, позволяющая автоматически получать экспозицию, отличающуюся от стандартной на заданное значение.
В некоторых устройствах предусмотрен ввод фиксированного значения экспокоррекции при помощи отдельной кнопки, например для съёмки в контровом освещении, когда типичная ошибка экспонометра заранее известна.
Современные простейшие устройства регистрации изображения оснащаются только автоматическим управлением экспозицией, исключая её ручную регулировку.

## Экспозиция фотовспышек
Для измерения света, получаемого импульсными осветительными приборами (фотовспышками) применяются специализированные экспонометры — флэшметры. В плёночных фотоаппаратах, рассчитанных на использование системных вспышек, существуют две независимые экспонометрические системы для измерения экспозиции, даваемой непрерывным освещением, и фотовспышками. Зеркальные камеры используют раздельный экспозамер из-за невозможности измерения света вспышки основной TTL-системой при поднятом зеркале. Для измерения интенсивности вспышки используется свет, отражённый от плёнки. Такая технология получила обозначение «TTL OTF» (англ. Off the film).
В цифровых зеркальных фотоаппаратах использование такой технологии затруднено из-за низкой отражательной способности матриц, поэтому в подавляющем большинстве современных камер для измерения экспозиции фотовспышки задействована та же TTL-система, что и для обычного света, вычисляющая правильную мощность вспышки по предварительному импульсу малой мощности, излучаемому непосредственно перед подъёмом зеркала.
Управление экспозицией электронных вспышек возможно только за счёт регулировки длительности импульса, поскольку его интенсивность не поддаётся изменению. Такая возможность появилась и получила широкое распространение с появлением тиристорных схем управления импульсными лампами, прерывающих свечение по достижении необходимой экспозиции.
Профессиональные студийные фотовспышки позволяют плавно регулировать энергию импульса изменением его длительности. При съёмке с такими вспышками экспозиция измеряется внешним флэшметром, а регулируется изменением мощности вспышек и диафрагмой объектива. При съёмке цифровыми фотоаппаратами экспозиция зачастую подбирается методом пробной съёмки с контролем по изображению на электронном видоискателе и гистограмме.
В случае одновременного использования импульсного и непрерывного освещения экспозиция каждого из них измеряется отдельно, а результирующее значение вычисляется как сумма двух экспозиций.